# Iris Szeghy
 (février 2011).
Iris Szeghy (née à Prešov le 5 mars 1956) est une compositrice slovaque née à Prešov, en Slovaquie. Elle a étudié la composition à Bratislava et actuellement réside en Suisse. 

## Biographie
Iris Szeghy étudie au Conservatoire de Košice le piano et la composition et se rend au VŠMU (rattaché à l'Université de Bratislava) pour son doctorat. Elle effectue plusieurs séjours à l'étranger ; Budapest, Varsovie, l'Université de Californie à San Diego et Amsterdam. Artiste en résidence à l' Akademie Schloss Solitude de Stuttgart, à l'Opéra d'Etat de Hambourg et à la Cité Internationale des Arts de Paris. La compositrice est boursière de la Fondation Landis & Gyr à Londres et Budapest.
Iris Szeghy a remporté de nombreux prix internationaux de composition, son travail a été joué et diffusé en Europe , en Amérique et en Australie . 

## Œuvres
- Hommage à Rodin - Touches with three Statues of the Master	1982
- Musica Dolorosa (String Quartet) 1985
- Minifanfare 1986
- Canto Triste Nocturne for Trombone (Violoncello) and Piano	1986
- Afforismi 1990
- Afforismi II 1992
- Midsummer Night´s Mystery 1992
- Midsummer Night´S Mystery II 1993
- Musica Folclorica - Hommage à Bartók 1996
- A Day in Manhattan / Un Jour à Manhattan 1996
- Un Petit Sentiment de Pojogne 1998
- Poetic Studies / Poetische Studien	1984
- Variations on a German Folk Song / Variationen über ein deutsches Volkslied 1995
- It-Movements 2001
- Afforismi III 1992
- Streichtrio "Goldberg" / String trio "Goldberg" 2007
- Choral 2008
- Afforismi IV 2009
- Neniae 2010
- A Game / Ein Spiel	1985
- Bekenntnisse / Confessions	1984 Choir a cappella
- Three Shakespearean Songs	1990 Choir a cappella
- War es so? / Was It Like That? 1985 Choir and solo instrument(s)
- Frühlingskranz / Spring Wreath 1989 Choir and solo instrument(s)
- Psalm 130 for Mixed Choir and Organ 1999 Choir and solo instrument(s)
- Concerto for Violoncello and Orchestra 1989
- Tableaux d´un parc	1999
- Spring Sonata / Frühlingssonate 1984
- Vivat Sommer / Vivat Summer! - Little Suite for Clarinet 1985
- Suite Into Pocket / Suite de Poche	1986
- Ciaccona 1991
- Preludio e Danza für Bassklarinette oder Bassetthorn 1992
- Canzona 1992
- Perpetuum Mobile 1993
- Wir gehen in den Zoo! / Let us go to Zoo! 1984
- Bolero-Blues 2000
- Canticum 2002
- Slowakischer Tanz für Violine oder Violoncello 2006
- Christmas Carol 2009
- In Between	1993 Live and tape music
- Story 1995 Live and tape music
- Psalm eines Verhungerten / Psalm of a Starving Man	1988
- The Prayer / La Preghiera / Ima 1998
- Secret Love 1999
- Psalm - for solo voice on a poem by Paul Celan 1993 Solo voice(s) a cappella
- Oratio et Gratias Actio Pro Sanitate Matris Meae 1994 Solo voice(s) a cappella
- Vivat Heidelberg! 1996 Solo voice(s) with ensemble
- Vielleicht, dass uns etwas aufginge 2003 Solo voice(s) with orchestra
- Simple and Difficult 1978 Solo voice(s) with solo instrument(s)
- To You - 4 Love Songs from the Songs of Solomon 1983 Solo voice(s) with solo instrument(s)
- De profundis - 4 songs for voice and 2 melodical instruments based on 4 poems by Michelangelo Buonarrotti 1990
- Ave Maria - for solo voice and solo instruments 1992
- When I Die 1999 Solo voice(s) with solo instrument(s)
- Psalm 130 1999 Solo voice(s) with solo instrument(s)
- Anrufung des Grossen Bären	2003 Solo voice(s) with solo instrument(s)
- Hesse-Fragments - Cycle for Voice and Piano 2006
- Musica Dolorosa 1985 String orchestra
- Ad Parnassum für Strings Inspired by Pictures of Paul Klee	2005	String orchestra
- Homewards 1997 Symphony orchestra